# Aviation d'affaires

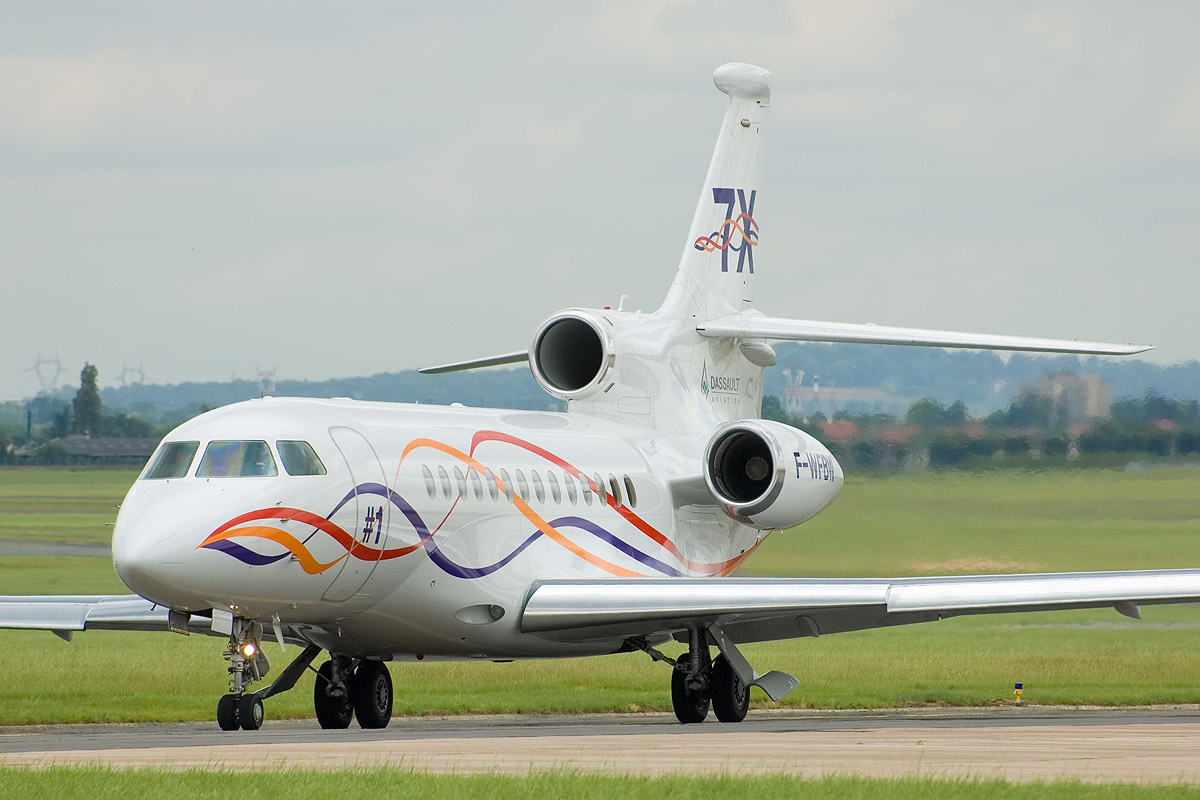
Un Dassault Falcon 7X.

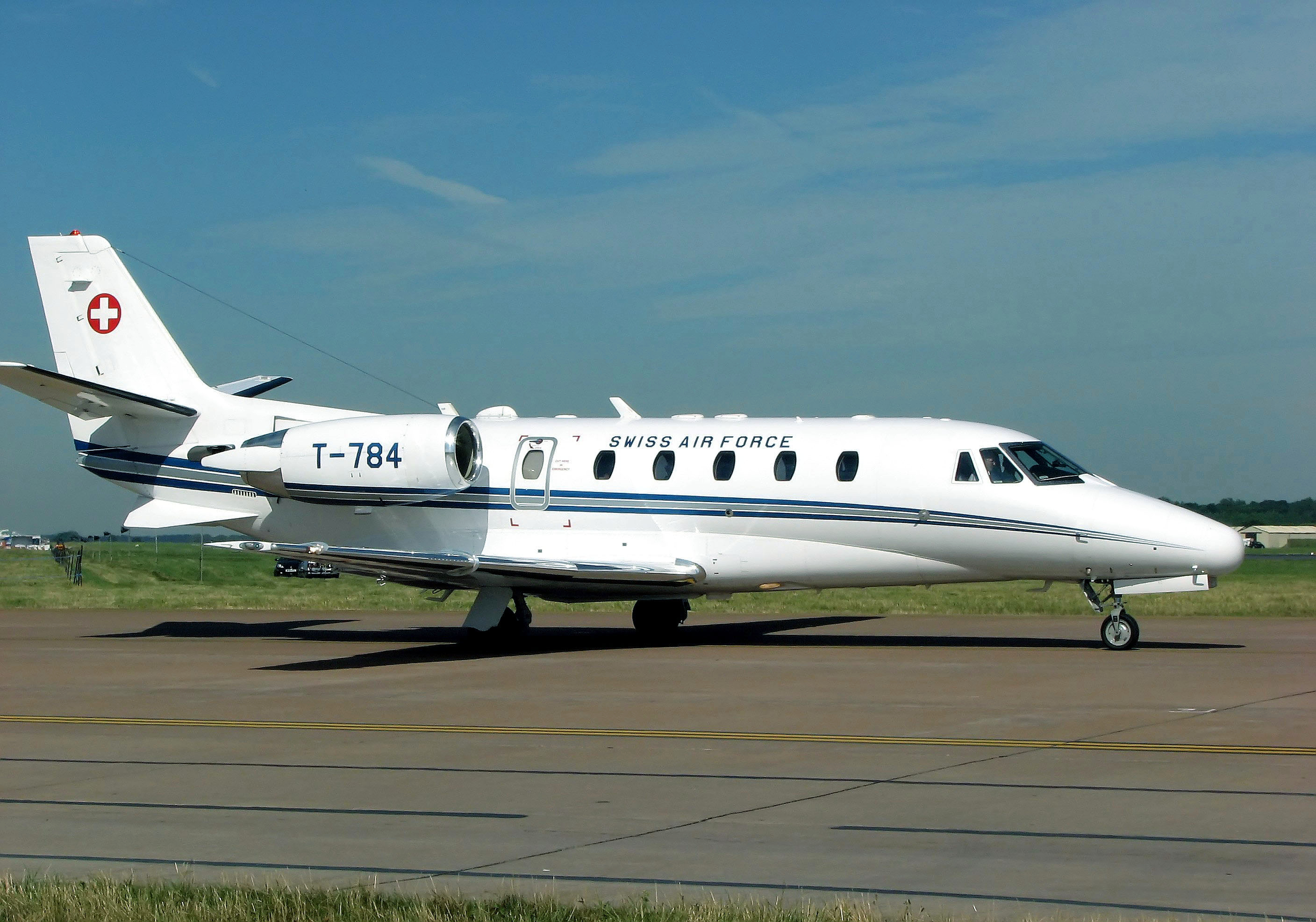
Un Cessna 560XL.

L'aviation d'affaires désigne la branche du transport aérien consacrée au transport de passagers à la demande dans un but non touristique. Il se distingue ainsi de l'aviation civile de lignes régulières et non régulières.
Ce terme s'applique aussi bien aux voyagistes spécialisés dans le transport de professionnels qu'aux constructeurs aéronautiques spécialisés dans les avions destinés à ce type de transport.
La crise économique mondiale de 2008 affecte fortement tous ses acteurs.

## Marché

### Historique
Si l'aviation d'affaires a débuté dans les années 1930, avec l'utilisation d'avions de tourisme léger, comme le Beechcraft Staggerwing pour transporter des hommes d'affaires, elle ne prend réellement son essor qu'à partir des années 1960 avec le développement des avions à réaction. À cette époque, les avions de ligne sont plus rapides que les avions d'affaires à hélice. Le Lockheed JetStar et le North American Sabreliner sont alors développés spécifiquement pour ce marché, permettant d'allier vitesse et souplesse d'utilisation. C'est en 1963 avec la commande de 40 Dassault Mystère 20 et 120 options par Charles Lindbergh pour le compte de la Pan Am que le marché des jets d'affaires décolle réellement. L'aviation d'affaires se développe alors avec des constructeurs comme Learjet et le Learjet 23 qui effectue son premier vol en 1963 ou Gulfstream qui lance en 1967 le Gulfstream II; elle connait un premier âge d'or dans les années 1970, surtout en Amérique du Nord qui représente les deux tiers du marché.
La concurrence pousse les constructeurs à développer des avions toujours plus grands et confortables, disposant d'une distance franchissable de plus en plus importante. En 1976, Dassault lance le Falcon 50, premier triréacteur d’affaires capable de traverser l’Atlantique sans suivre les côtes. En 1985 le Gulfstream IV permet de transporter jusqu'à 19 passagers et en 1995 le Gulfstream V permet de franchir plus de 10 000 km sans escale. À partir des années 2000, Airbus et Boeing proposent des avions d'affaires encore plus grands, dérivés d'avions de ligne.
Depuis 2008, le secteur subit les effets de la crise économique, les consommateurs, même aisés, n'ayant plus les moyens de se permettre des avions d'affaires onéreux. Face à cela, le marché de l'aviation d'affaires a évolué, avec notamment l'essor de services de location, prenant peu à peu le pas sur la propriété individuelle d'avions privés. On peut citer notamment des plateformes telles que OpenFly, entreprise française permettant de louer des avions privés en ligne, faisant évoluer le marché de l'aviation d'affaires vers plus de flexibilité.

### Avantages
Les deux avantages souvent cités de l'aviation d'affaires sont le gain de temps et la flexibilité. Les avions d'affaires permettent de rallier de petits aérodromes non desservis par des lignes commerciales et ainsi de gagner du temps en rapprochant au maximum les clients de leur destination finale. Le fait de ne pas avoir d'enregistrements de contrôles de sécurité à la montée de l'avion représente un autre gain de temps important. Enfin les horaires sont flexibles et l'avion attend ses occupants. Selon les constructeurs et les loueurs, l'avion d'affaires constitue un cadre de travail plus favorable que les avions de ligne et le coût supérieur de l'heure de vol est compensé par le gain de temps et de productivité,.

### Exploitation
Il existe différentes façons d'exploiter un avion d'affaires.

#### Vol à la demande
En fonction du trajet à effectuer, il est possible de choisir le type d'appareil le mieux adapté à la mission. L’avion est préparé pour le jour convenu, l'équipage étant fourni. Il n'y a pas de charges fixes liées à l'exploitation de l'avion : la facturation tient compte du nombre d'heures de vol réellement effectuées sur la base d’un coût à l'heure de vol préalablement annoncé.

#### Pleine propriété
Il est possible d’acquérir un ou plusieurs appareils en pleine propriété. Cette décision implique de superviser la sélection, la qualification et l'entraînement d'un équipage, la maintenance, le garage et la planification des vols. Pour cela, certaines grandes entreprises possèdent leur propre département aviation d’affaires (corporate flight department). D’autres sous-traitent le plus souvent ces tâches à des compagnies spécialisées (flight management company) qui se comportent alors comme des « corporate flight departments » extérieurs. Elles intègrent l'avion dans leur flotte en garantissant la disponibilité à son propriétaire. Pour une meilleure rentabilité, celui-ci peut accepter que l'avion soit loué à des tiers lorsqu'il ne l'utilise pas. L'acteur principal du secteur est l'américain NetJets.

#### Copropriété
Il est possible d'acheter un appareil à plusieurs, individus ou entreprises, afin de partager les coûts d'acquisition et d'exploitation. Cette solution nécessite une entente parfaite entre les copropriétaires.

### Chiffres
Les chiffres des livraisons de l'aviation générale dans le monde entre 2005 et 2017,, :
|                           | 2005  | 2006  | 2007  | 2008  | 2009  | 2010  | 2011  | 2012  | 2013  | 2014  | 2015  | 2016  | 2017  |
| ------------------------- | ----- | ----- | ----- | ----- | ----- | ----- | ----- | ----- | ----- | ----- | ----- | ----- | ----- |
| Monomoteurs à pistons     | 2 326 | 2 513 | 2 417 | 1 943 | 893   | 781   | 761   | 817   | 908   | 986   | 946   | 890   | 936   |
| Bimoteurs à pistons       | 139   | 242   | 258   | 176   | 70    | 108   | 137   | 91    | 122   | 143   | 110   | 129   | 149   |
| Total moteur à pistons    | 2 465 | 2 755 | 2 675 | 2 119 | 963   | 889   | 898   | 908   | 1 030 | 1 129 | 1 056 | 1 019 | 1 085 |
| Avions à turbopropulseurs | 375   | 412   | 465   | 538   | 446   | 368   | 526   | 584   | 645   | 603   | 557   | 582   | 563   |
| Avions à turboréacteurs   | 750   | 887   | 1 137 | 1 317 | 874   | 767   | 696   | 672   | 678   | 722   | 718   | 667   | 676   |
| Total                     | 3 590 | 4 054 | 4 277 | 3 974 | 2 283 | 2 024 | 2 120 | 2 164 | 2 253 | 2 454 | 2 331 | 2 268 | 2 324 |

En termes d'exploitation, le marché des avions d'affaires est dominé par l'Amérique du Nord qui concentrait en 2005 72,1 % de la flotte mondiale. En Europe, la France est le premier pays en nombre de mouvements, l'aéroport du Bourget étant le plus gros aéroport d'affaires d'Europe.

### Salons d'aviation d'affaires
Le salon international de l'aviation d'affaires de Genève (EBACE) est le plus important salon aéronautique consacré uniquement à l'aviation d'affaires en Europe.

## Caractéristiques

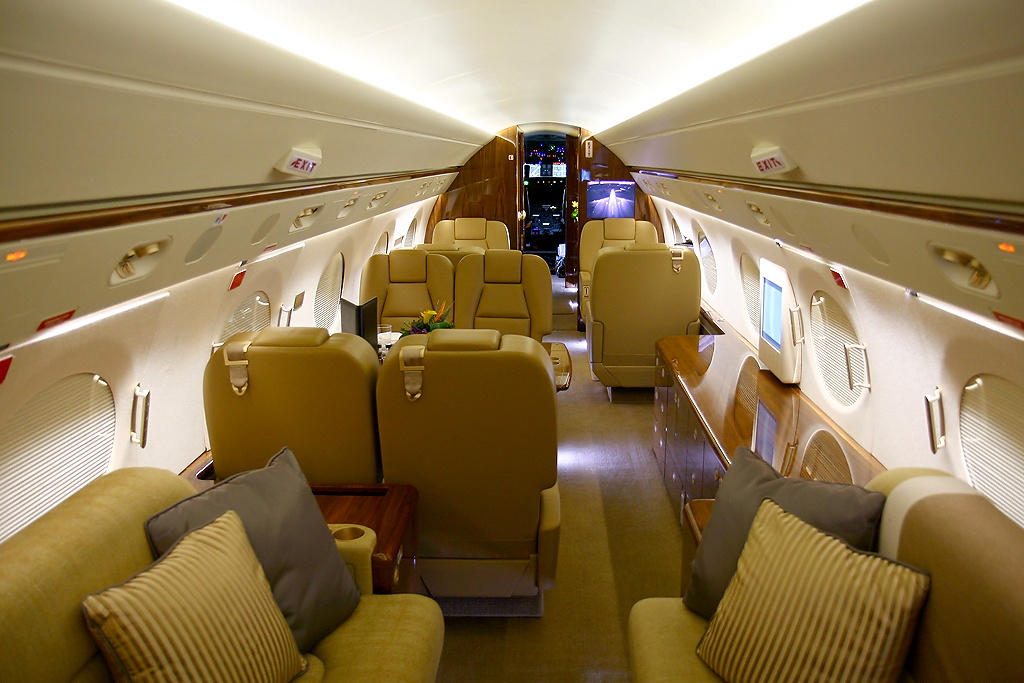
Aménagement intérieur d'un Gulfstream G550.

Les avions d'affaires spécialement conçus pour cette utilisation se distinguent généralement par une capacité à décoller et atterrir sur des pistes courtes, leur permettant de desservir de petits aérodromes. Ils requièrent aussi moins d'infrastructures, disposant par exemple d'un escalier escamotable et ne nécessitant pas de passerelle.
Les avions d'affaires les plus performants, bien que plus légers que les avions de ligne régionaux, sont capables de franchir des distances plus importantes, parfois supérieures à 10 000 km, leur permettant de réaliser des trajets intercontinentaux sans escale.
Les avions d'affaires peuvent être équipés d'aménagements très luxueux, tels larges sièges en cuir, marqueterie, douches. A contrario, certains avions plus légers ne disposent pas de toilettes malgré une endurance de plusieurs heures.
La plupart des avions d'affaires sont limités à 19 passagers (sauf les avions de ligne transformés). Cette limitation vient du fait que beaucoup d'avions d'affaires étaient certifiés selon la norme FAR Part 23, qui fixait ainsi une limite au nombre de passages et une masse maximale de 5 670 kg. Aujourd'hui, les avions d'affaires les plus lourds ont gardé cette limite du nombre de passagers alors qu'ils sont certifiés selon la norme FAR Part 25 ; plus contraignante, celle-ci ne limite plus à 19 passagers, mais prévoit des équipements d'urgence supplémentaires à installer au-delà.

## Constructeurs

### Historique
- Bombardier Aéronautique est un groupe canadien. La gamme des Challenger avait été développée dès 1978 par la société canadienne Canadair, acquise auprès du gouvernement canadien en 1986. La gamme des Learjet a été développée à partir de 1962 par la société américaine Lear Jet Corporation, rachetée en 1990. La gamme des Global a été développée en interne à partir de 1996[19].
- General Dynamics revint dans l'aviation d'affaires en 1999 en rachetant Gulfstream à Forstmann Little pour 5 milliards de dollars, puis se renforça dans le secteur en 2001 en acquérant le concurrent Galaxy Aerospace auprès d'Israel Aerospace Industries. Historiquement, la gamme Gulfstream fut créée par Grumman à partir de 1958 avec le Gulfstream I à turbopropulseurs Rolls-Royce Dart[19].
- Dassault Falcon Jet est une société française, filiale du groupe Dassault Aviation, pour lequel les avions d'affaires représentent 73 % de l'activité en 2011. Elle est actuellement leader sur le segment des jets d'affaires haut de gamme avec une part de marché de 29 %[20]. Dassault Aviation développa ses jets d'affaires Falcon dès 1963, avec le Mystère-Falcon 20. En 2012, près de 2000 Falcon sont opérés dans le monde et la flotte Falcon a dépassé les 15 millions d'heures de vol.
- Cessna fut un précurseur des avions d'affaires avec le Cessna 310 à moteurs Continental sorti en 1953[19]. C'est aujourd'hui une filiale du groupe d'armement Textron, qui racheta le constructeur à General Dynamics en 1992 pour 600 millions de dollars[21].
- Hawker Beechcraft est l'ancienne division de jets d'affaires du groupe d'armement américain Raytheon. Cette filiale, Raytheon Aircraft Company, fut constituée par le regroupement de la société américaine Beechcraft, producteur d'avions d'affaires depuis 1959, et du britannique Hawker, racheté à British Aerospace en 1993[19]. Raytheon revendit cette filiale pour 3.3 milliards de dollars à la banque d'affaires américaine Goldman Sachs et au conglomérat canadien Onex Corporation en 2006[22].
- Embraer est une société d'aéronautique brésilienne. Elle développa une gamme d'avions d'affaires à partir de la fin des années 1990 à partir de son activité d'avions de transport régionaux.

### Principaux constructeurs
Source General Aviation Aircraft Shipment Report
2012, 2013, 2014, 2015, 2016, 2017, 2018, 2019.
| Constructeurs         | Produits | 2012           | 2013           | 2014                             | 2015                             | 2016                               | 2017                               | 2018                               | 2019                               |
| Airbus Corporate Jets | ACJTwoTwenty, ACJ319neo, ACJ320neo, ACJ321, ACJ330, ACJ350                                                       | 9 616 M$       | 6 510 M$       | 5 447 M$                         | 4 242 M$                         | 1 0 M$                             | 0 0 M$                             | 1 91 M$                            | 6 538 M$                           |
| Beechcraft            | Beechcraft Baron, Bonanza et King Air, Hawker 900XP, 4000,                                                       | 157 1 139,9 M$ | 211 1 058,9 M$ | 199 2 922,5 M$ (avec Cessna)     | 162 2 879,9 M$ (avec Cessna)     | 151 2 955,084 M$ (avec Cessna)     | 122 2 866,151 M$ (avec Cessna)     | 128 3 155,736 M$ (avec Cessna)     | 600 3 650,846 M$ (avec Cessna)     |
| Boeing Business Jet   | BBJ, B737-800, BBJ MAX 8, B777-300ER, B787-8, B787-9, B747-8, BBJ MAX 7, BBJ MAX 9                               | 12 232 M$      | 7 340,5 M$     | 10 325 M$                        | 11 367,5 M$                      | 4 252 M$                           | 10 68 M$                           | 6 280 M$                           | 2 50 M$                            |
| Bombardier            | Learjet 70/75, Challenger 300/350/650 et 604/605/650, Global 5000/6000/6500/7000, Global 7500, CL850 / 870 / 890 | 179 5 832,7 M$ | 180 6 333,1 M$ | 204 7 564,5 M$                   | 135 5 062,2 M$                   | 163 5 873 M$                       | 138 5 136,56 M$                    | 137 5 066,9 M$                     | 142 5 704 M$                       |
| Cessna                | Cessna Citation                                                                                                  | 571 1 852 M$   | 450 1 645,9 M$ | 473 2 922,5 M$ (avec Beechcraft) | 539 2 879,9 M$ (avec Beechcraft) | 479 2 955,084 M$ (avec Beechcraft) | 487 2 866,151 M$ (avec Beechcraft) | 472 3 155,736 M$ (avec Beechcraft) | 600 3 650,846 M$ (avec Beechcraft) |
| Socata/Daher          | STBM-700, STBM-850, STBM-900/910/930/940                                                                         | 38 129,68 M$   | 40 138,91 M$   | 51 188,81 M$                     | 55 208,67 M$                     | 54 219,600 M$                      | 57 230,82 M$                       | 50 250,05 M$                       | 68 253,59 M$                       |
| Dassault Aviation     | Falcon 2000S / 2000LXS / 900LX / 6X / 7X / 8X                                                                    | 66 2 938,8 M$  | 77 3 467,2 M$  | 66 2 715,5 M$                    | 55 1 287 M$                      | 49 2 170 M$                        | 49 2 420 M$                        | 41 1 975 M$                        | 40 1 867 M$                        |
| Embraer               | Phenom 100E et 300, Legacy 450,500 et 600/650, Lineage 1000, ERJ et E-Jets, Praetor 500 et 600                   | 99 1 252,6 M$  | 119 1 622,5 M$ | 116 1 470,1 M$                   | 120 1 252,6 M$                   | 117 1 592,236 M$                   | 109 1 352,795 M$                   | 91 1 077,23 M$                     | 109 1 467,56 M$                    |
| Gulfstream Aerospace  | G150, G350, G450, G500, G550, G650 et G650ER                                                                     | 94 4 067 M$    | 144 7 353,6 M$ | 150 7 781,1 M$                   | 154 8 204,4 M$                   | 115 6 235,8 M$                     | 120 6 563,4 M$                     | 121 6 782,75 M$                    | 147 7 851,1 M$                     |
| Pilatus Aircraft      | PC-12, PC-24 | 67 286,704 M$  | 69 296,97 M$   | 76 3 318,612 M$                  | 74 337,508 M$                    | 100 461,376 M$                     | 86 420,848 M$                      | 101 575,627 M$                     | 123 795,745 M$                     |

## Catégories d'avions
L'industrie de l'aviation d'affaires décline ses avions entre plusieurs catégories ou classes d'avions :
- à turbopropulseur
- Very light (très léger)
- Light (léger)
- Mid-Size (moyenne taille)
- Super Mid-Size (super-intermédiaires)
- Large (grand)
- Converted Airliners (avions de ligne convertis)

Les tableaux suivants listent les avions d'affaires commercialisés par catégorie en présentant leurs principales caractéristiques permettant de les différencier,,,

### Avions d'affaires à turbopropulseur

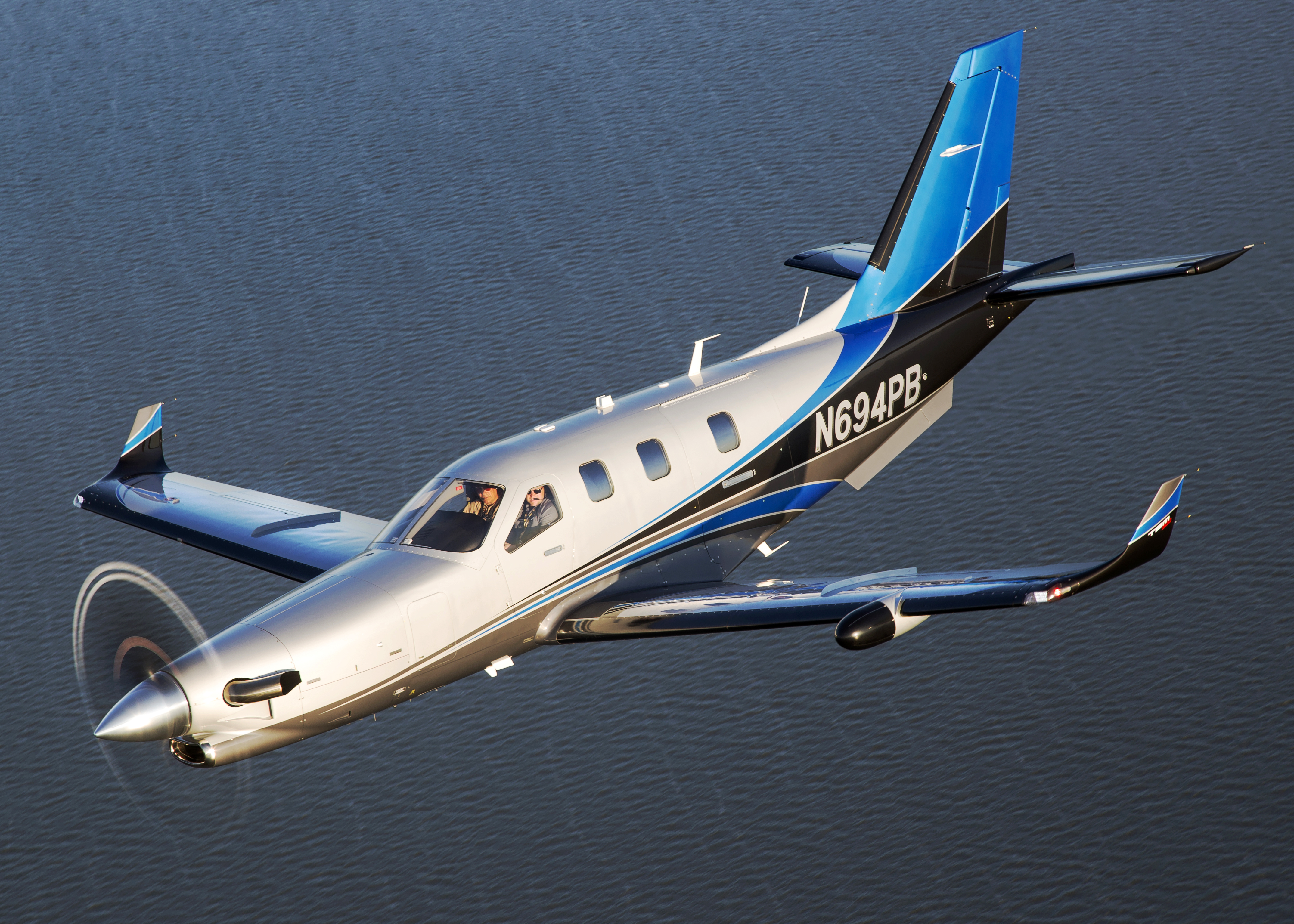
TBM 900.

| Constructeur     | Modèle          | Nombre de moteurs | Sièges  | Hauteur cabine (m) | Longueur cabine (m) | Vitesse maximale (km/h) | Distance franchissable (NM) | Masse maximale au décollage (kg) |
| ---------------- | --------------- | ----------------- | ------- | ------------------ | ------------------- | ----------------------- | --------------------------- | -------------------------------- |
| Beechcraft       | King Air C90GTx | 2                 | 7       | 1,45               | 3,84                | 504                     | 975                         | 4 756                            |
| Beechcraft       | King Air 260    | 2                 | 8       | 1,45               | 5,08                | 570                     | 1 720                       | 6 350                            |
| Beechcraft       | King Air 360    | 2                 | 9       | 1,45               | 5,94                | 580                     | 1 806                       | 6 750                            |
| Piaggio Aero     | P180 Avanti EVO | 2                 | 7       | 1,75               | 4,45                | 745                     | 1 490                       | 5 262                            |
| Pilatus Aircraft | PC-12 NGX       | 1                 | 6/9 max | 1,47               | 5,16                | 519                     | 1 800                       | 4 740                            |
| Daher            | TBM-940         | 1                 | 6       | 1,22               | 4,05                | 610                     | 1 730                       | 3 354                            |

### Avions d'affaires très légers (Very Light jets)

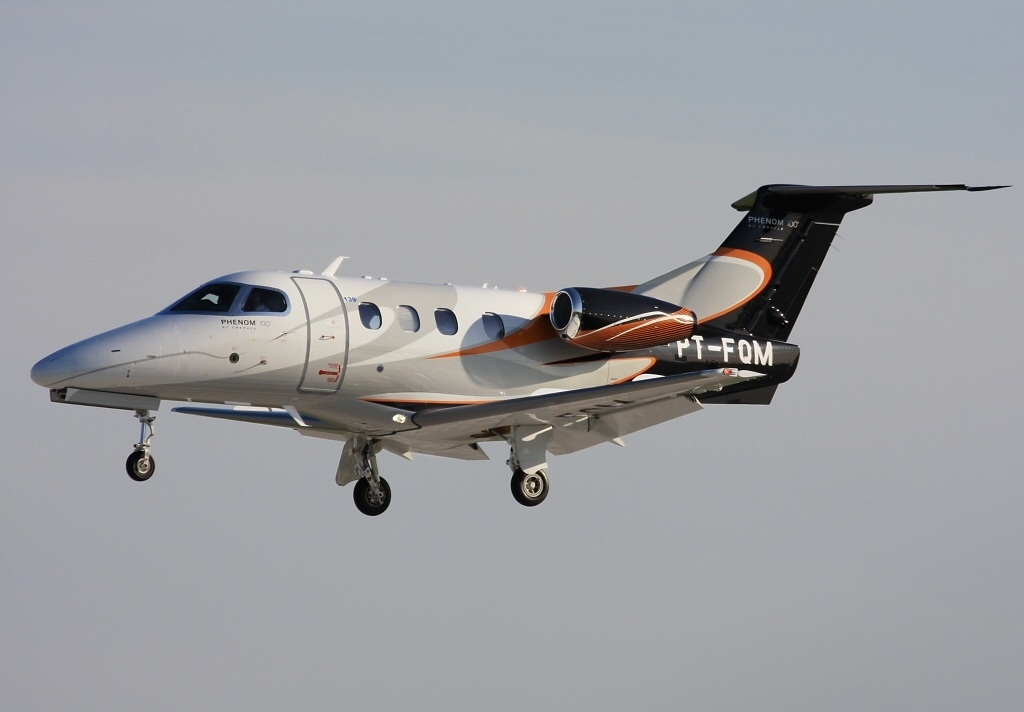
Embraer Phenom 100.

| Constructeur                                      | Modèle           | Prix (US$) | Sièges | Hauteur cabine (m) | Vitesse (kt) | Distance (NM) | Piste (m) | Masse maximale au décollage (kg) |
| ------------------------------------------------- | ---------------- | ---------- | ------ | ------------------ | ------------ | ------------- | --------- | -------------------------------- |
| Adam Aircraft (faillite de la société en 2008)    | Adam 700         | 2 250 000  | 1+6    | -                  | 340          | 1 100         | 900       | -                                |
| Cessna                                            | Citation Mustang | 3 285 000  | 6      | 1,37               | 340          | 1 150         | 948       | 3 921                            |
| Cirrus                                            | Vision Jet       | 2 750 000  | 5-7    | 1,27               | 240          | 1 270         | 973       | 2 722                            |
| Eclipse Aviation (faillite de la société en 2008) | Eclipse 500      | 1 400 000  | 1+5    | 1,30               | 375          | 1 120         | 657       | 2 698                            |
| Embraer                                           | Phenom 100       | 2 750 000  | 6-8    | 1,49               | 380          | 1 170         | 1 036     | 2 698                            |
| Honda                                             | Honda Jet        | 3 650 000  | 2+5    | 1,46               | 420          | 1 400         | 950       | 4 944                            |

### Avions d'affaires légers (Light jets)

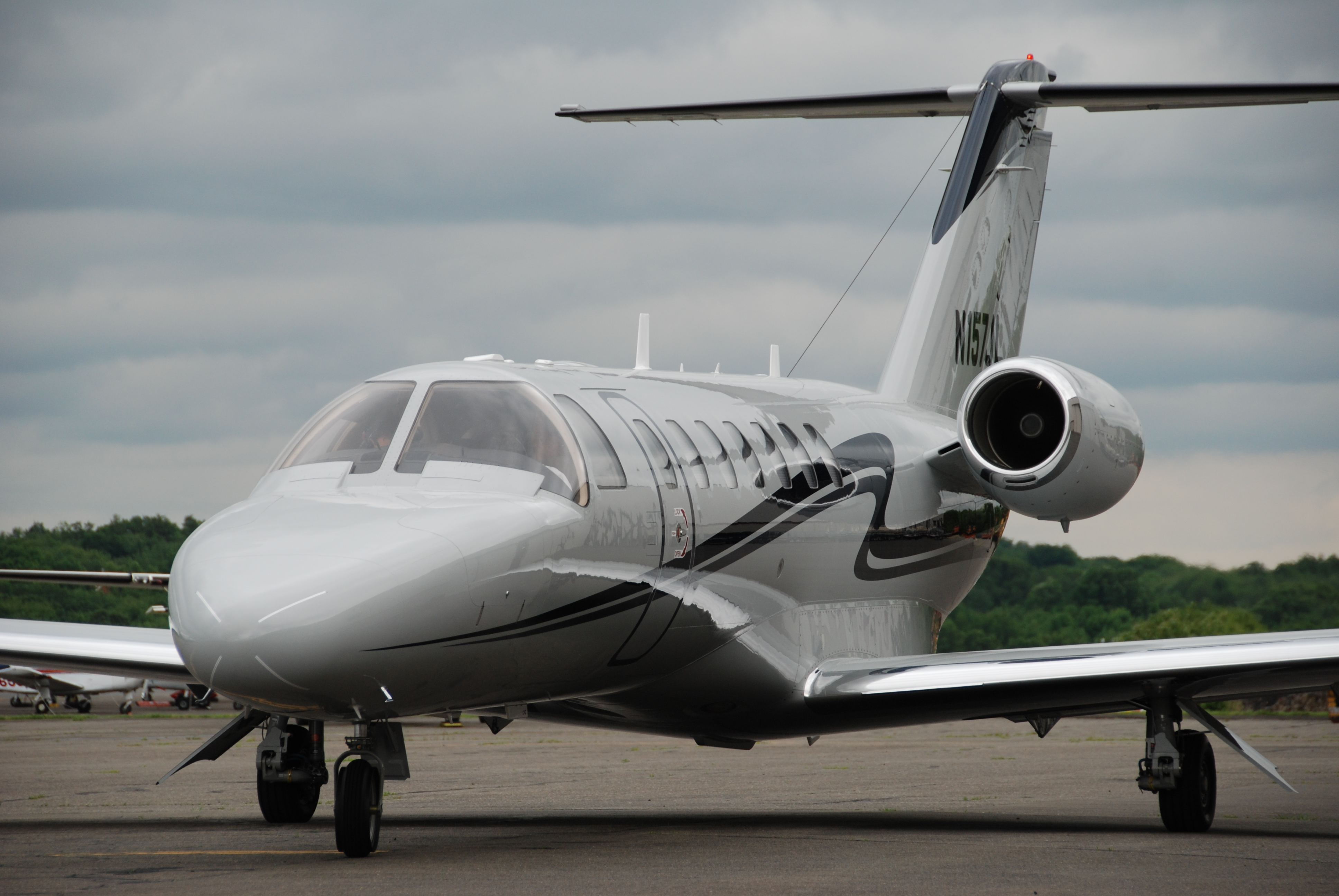
Cessna Citation CJ3.

| Constructeur     | Modèle        | Sièges | Hauteur cabine (m) | Taille cabine (m) | Mach maximal (MMO) | Distance (NM) | Distance de décollage (m) | Masse maximale au décollage (kg) |
| ---------------- | ------------- | ------ | ------------------ | ----------------- | ------------------ | ------------- | ------------------------- | -------------------------------- |
| Bombardier       | Learjet 70    | 7      | 1,42               | 5,39              | 0,81               | 2 060         | 1 353                     | 9 752                            |
| Bombardier       | Learjet 60XR  | 9      | 1,74               | 5,39              | 0,81               | 2 400         | 1 661                     | 10 660                           |
| SyberJet         | SJ30          | 6      | 1,34               | 3,81              | 0,83               | 2 500         | 1 200                     | 6 300                            |
| Cessna           | Citation M2   | 7      | 1,45               | 3,35              | 0,71               | 1 550         | 978                       | 4 853                            |
| Cessna           | Citation CJ2+ | 9      | 1,66               | 4,14              | 0,737              | 1 350         | 1 024                     | 6 849                            |
| Cessna           | Citation CJ3+ | 9      | 1,45               | 4,78              | 0,737              | 2 040         | 969                       | 6 291                            |
| Cessna           | Citation CJ4  | 10     | 1,45               | 5,28              | 0,77               | 2 150         | 1 228                     | 7 761                            |
| Embraer          | Phenom 300    | 10     | 1,50               | 5,24              | 0,7                | 1 970         | 956                       | 8 390                            |
| Pilatus Aircraft | PC-24         | 10     | 1,55               | 7                 | 0,64 (min)         | 2 000         | 820                       | 8 300                            |

### Avions d'affaires intermédiaires (Mid-Size jets)

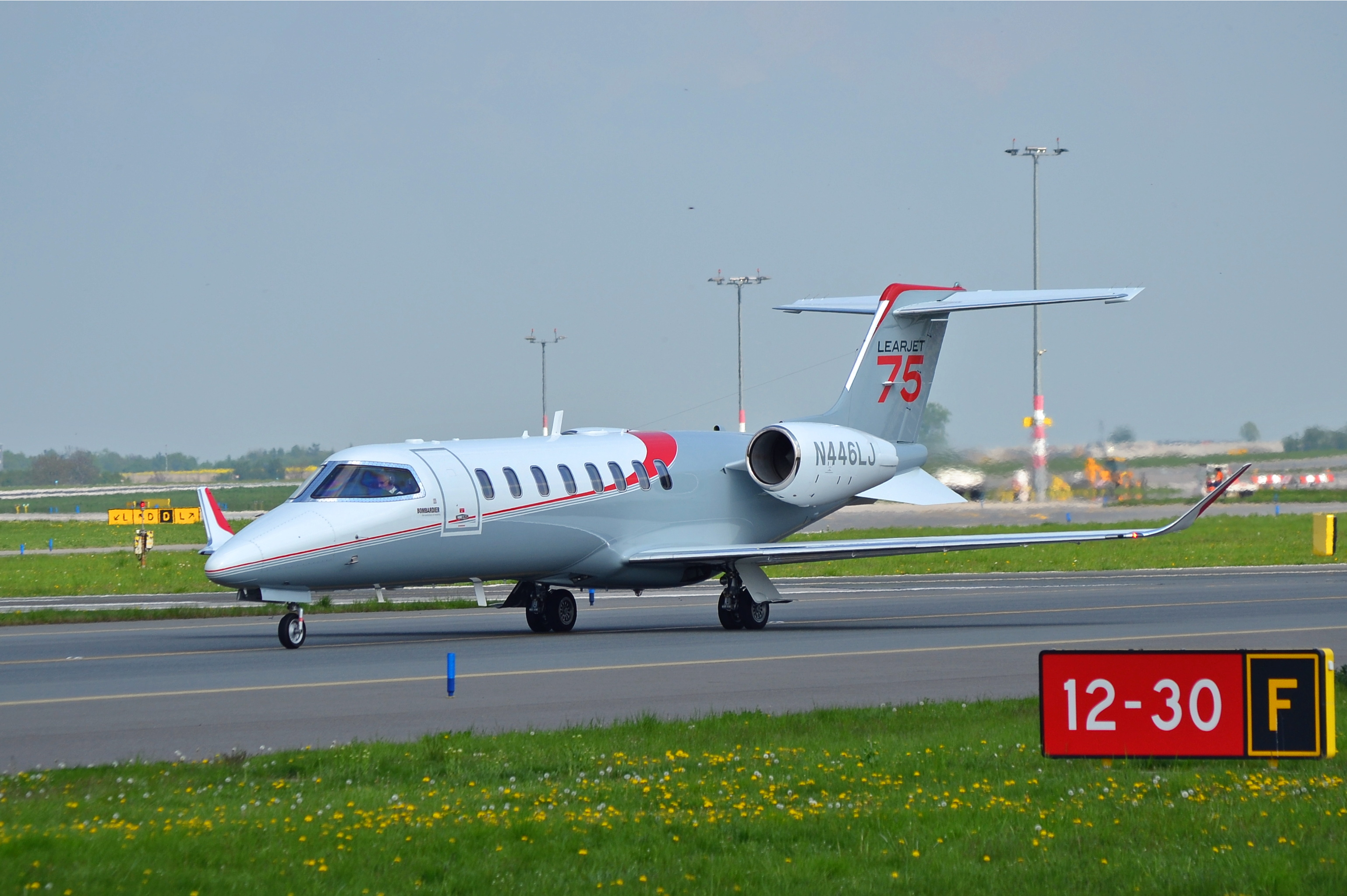
Bombardier Learjet 75.

| Constructeur | Modèle            | Sièges | Hauteur cabine (m) | Taille cabine (m) | Mach maximal (MMO) | Distance (NM) | Distance de décollage (m) | Masse maximale au décollage (kg) |
| ------------ | ----------------- | ------ | ------------------ | ----------------- | ------------------ | ------------- | ------------------------- | -------------------------------- |
| Bombardier   | Learjet 75        | 9      | 1,50               | 6,04              | 0,81               | 2 080         | 1 353                     | 9 752                            |
| Cessna       | Citation XLS+     | 9      | 1,73               | 5,64              | 0,75               | 2 050         | 1 085                     | 3 889                            |
| Cessna       | Citation Latitude | 9      | 1,83               | 6,63              | 0,8                | 2 700         | 1 228                     | 13 971                           |
| Gulfstream   | G150              | 8      | 1,75               | 5,38              | 0,8                | 3 000         | 1 524                     | 11 830                           |
| Embraer      | Legacy 450        | 9      | 1,82               | 6,83              | 0,83               | 2 900         | 1 219                     | 17 690                           |
| Embraer      | Legacy 500        | 10     | 1,82               | 6,85              | 0,83               | 3 100         | 1 402                     | 17 400                           |

### Avions d'affaires super-intermédiaires (Super Mid-Size jets)

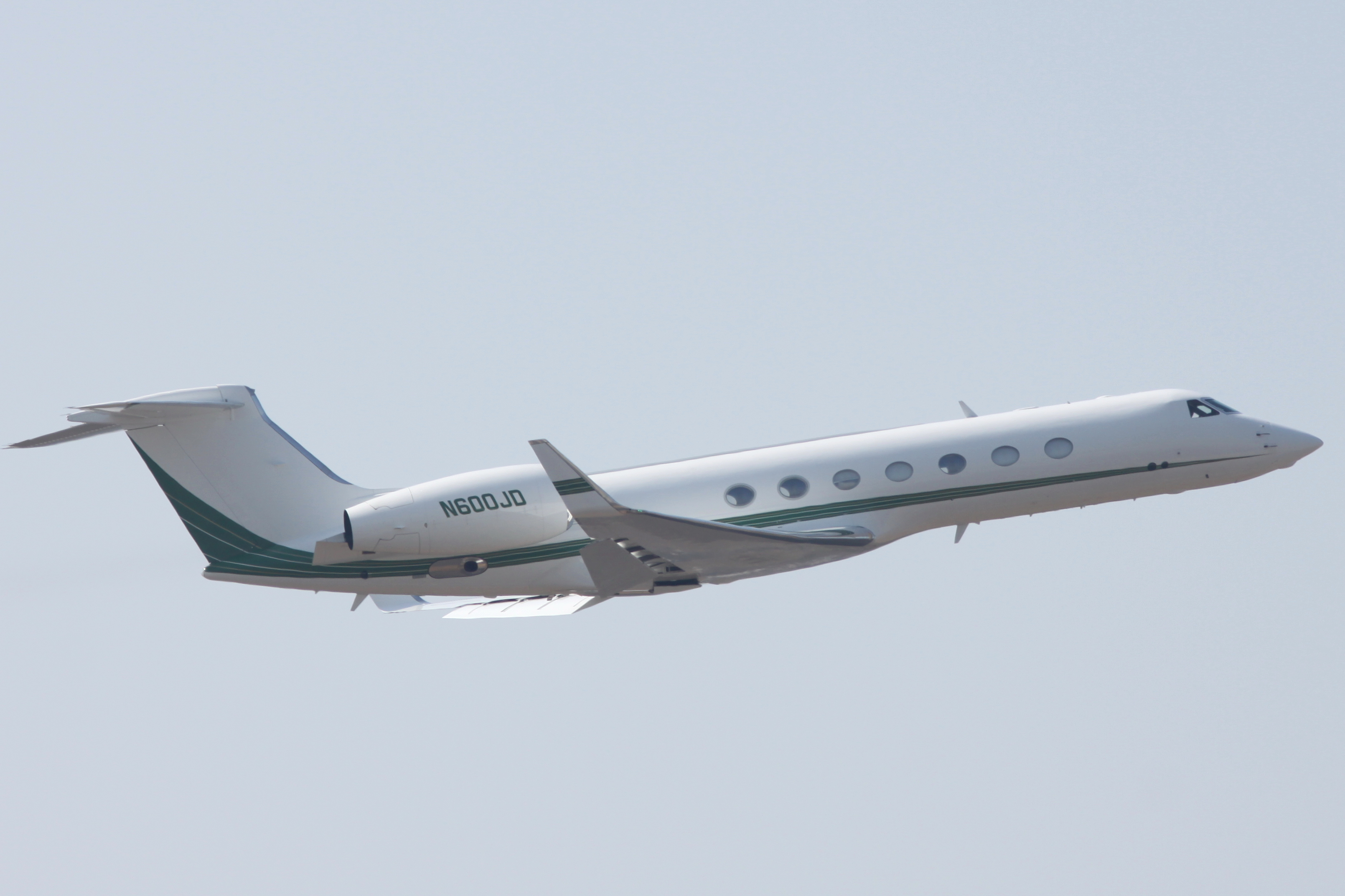
Gulfstream Aerospace G450.

| Constructeur         | Modèle              | Sièges | Hauteur cabine (m) | Taille cabine (m) | Mach maximal (MMO) | Distance (NM) | Distance de décollage (m) | Masse maximale au décollage (kg) |
| -------------------- | ------------------- | ------ | ------------------ | ----------------- | ------------------ | ------------- | ------------------------- | -------------------------------- |
| Dassault Aviation    | Falcon 2000LXS      | 10     | 1,88               | 7,98              | 0,86               | 4 000         | 1 425                     | 18 688                           |
| Gulfstream Aerospace | G280                | 10     | 1,91               | 7,87              | 0,84               | 3 600         | 1 448                     | 17 962                           |
| Bombardier           | Challenger 350      | 10     | 1,83               | 7,68              | 0,82               | 3 200         | 1 474                     | 18 416                           |
| Bombardier           | Challenger 650      | 12     | 1,9                | 7,8               | 0,85               | 4 000         | 1 720                     | 21 863                           |
| Cessna               | Citation Sovereign+ | 12     | 1,73               | 7,7               | 0,8                | 3 200         | 1 076                     | 13 744                           |
| Cessna               | Citation X+         | 12     | 1,73               | 7,67              | 0,935              | 3 460         | 1 600                     | 16 375                           |
| Cessna               | Citation Longitude  | 12     | 1,83               | 7,67              | 0,84               | 3 500         | 1 494                     | 17 917                           |

### Avions d'affaires lourds (Large jets)

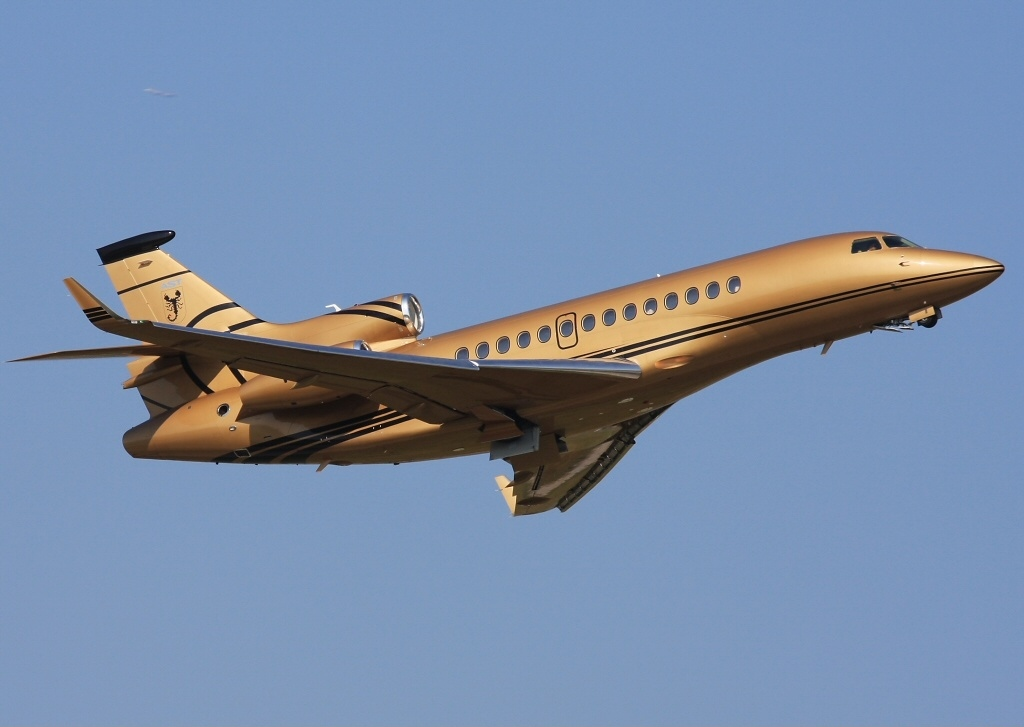
Dassault Falcon 7X.

| Constructeur         | Modèle       | Sièges | Hauteur cabine (m) | Taille cabine (m) | Mach maximal (MMO) | Distance (NM) | Distance de décollage (m) | Masse maximale au décollage (kg) |
| -------------------- | ------------ | ------ | ------------------ | ----------------- | ------------------ | ------------- | ------------------------- | -------------------------------- |
| Dassault Aviation    | Falcon 900LX | 14     | 1,88               | 10,11             | 0,87               | 4 750         | 1 635                     | 22 225                           |
| Dassault Aviation    | Falcon 7X    | 16     | 1,88               | 11,91             | 0,9                | 5 950         | 1 740                     | 31 570                           |
| Dassault Aviation    | Falcon 8X    | 19     | 1,88               | 13                | 0,9                | 6 400         | 1 829                     | 33 113                           |
| Gulfstream Aerospace | G450         | 16     | 1,88               | 12,29             | 0,85               | 4 350         | 1 707                     | 33 838                           |
| Gulfstream Aerospace | G550         | 18     | 1,88               | 13,39             | 0,87               | 6 750         | 1 801                     | 38 601                           |
| Gulfstream Aerospace | G650         | 18     | 1,95               | 14,27             | 0,9                | 7 500         | 1 786                     | 45 200                           |
| Bombardier           | Global 5000  | 15     | 1,91               | 12,41             | 0,88               | 4 800         | 1 689                     | 43 000                           |
| Bombardier           | Global 5500  | 16     | 1,89               | 12,41             | 0,9                | 5 900         | 1 674                     | 41 730                           |
| Bombardier           | Global 6000  | 16     | 1,9                | 13,18             | 0,88               | 6 000         | 1 974                     | 41 000                           |
| Bombardier           | Global 6500  | 17     | 1,83               | 13,18             | 0,90               | 6 600         | 1 942                     | 45 132                           |
| Bombardier           | Global 7500  | 19     | 1,9                | 16,64             | 0,9                | 7 700         | 1 814                     | 52 095                           |
| Bombardier           | Global 8000  | 17     | 1,88               | 13,89             | 0,9                | 7 900         | 1 768                     | 44 500                           |
| Embraer              | Legacy 650   | 13     | 1,82               | 12,92             | 0,8                | 3 900         | 1 750                     | 22 500                           |

### Avions de ligne convertis

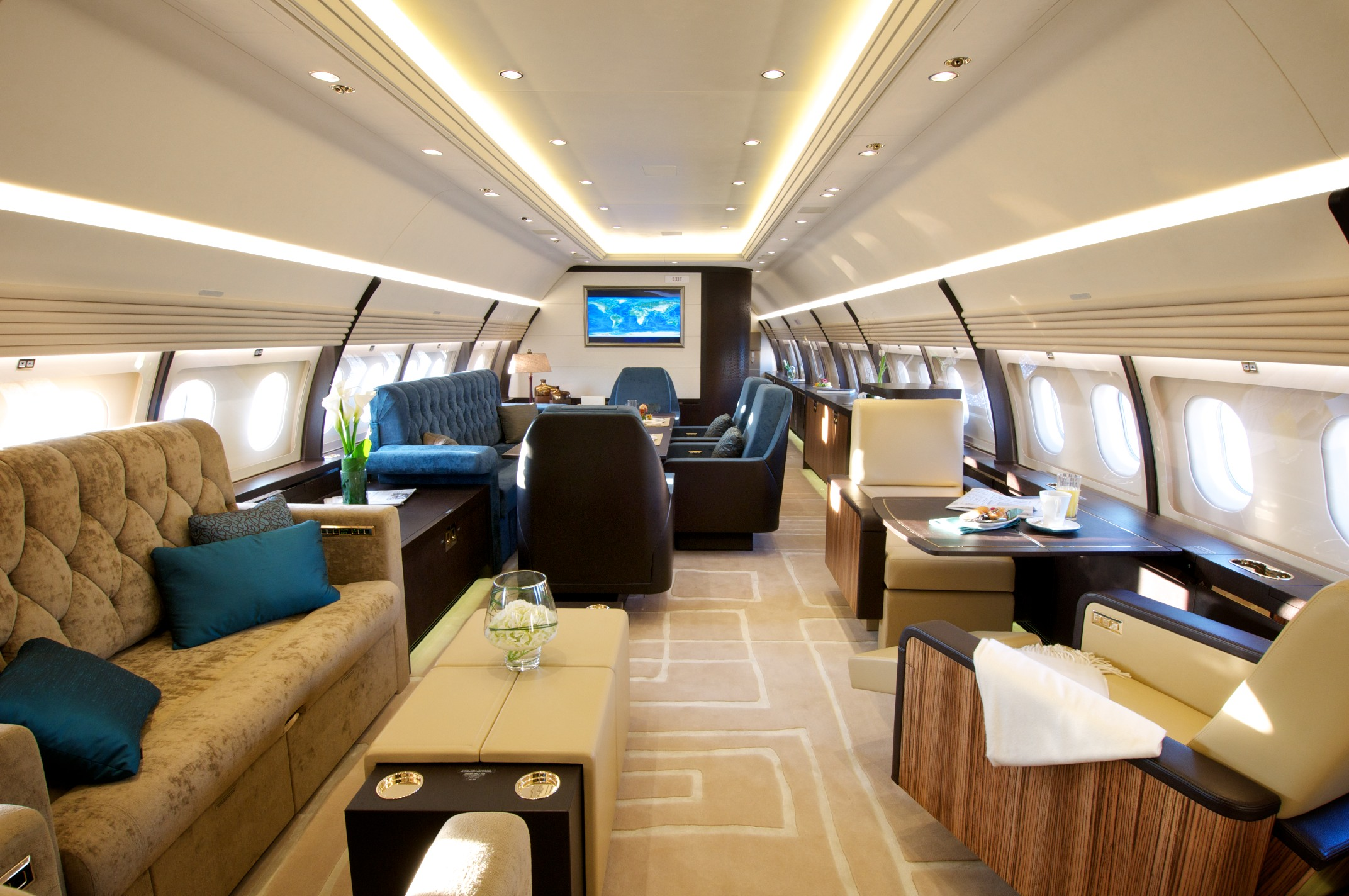
Aménagement intérieur d'un Airbus A320 ACJ.

Airbus et Boeing, qui proposent des avions de ligne et avions cargos, proposent également des versions affaires de leurs modèles. Ainsi Airbus Corporate Jets décline toute sa gamme en aviation privée, de l'A318 Elite à l'Airbus A380 Flying Palace, plus gros avion privé au monde et dont un exemplaire a été commandé en novembre 2007 pour une livraison courant 2010 par le prince saoudien Al-Walid ben Talal ben Abd al-Aziz Al Saoud, ce dernier possédant déjà un Boeing 747 privé.
Bombardier et Embraer proposent des avions d'affaires dérivés de leurs avions de transport régionaux. Bombardier a développé le Challenger 850, dérivé du CRJ200, et Embraer propose le Lineage 1000, dérivé de l'Embraer 190.
| Constructeur | Modèle         | Longueur cabine (m) | Hauteur cabine (m) | Surface cabine (m²) | Distance franchissable (km) | Masse maximale au décollage (kg) |
| ------------ | -------------- | ------------------- | ------------------ | ------------------- | --------------------------- | -------------------------------- |
| Airbus       | ACJ318         | 21,62               | 2,18               | 82,70               | 7 800                       | 68 000                           |
| Airbus       | ACJ319         | 24,01               | 2,19               | 74,20               | 12 500                      | 78 200                           |
| Airbus       | ACJ320         | 27,74               | 2,22               | 96                  | 11 200                      | 79 000                           |
| Airbus       | ACJ330         | 45,47               | 2,41               | 270                 | 19 300                      | 251 000                          |
| Airbus       | ACJ350 XWB     | 51                  | 2,43               | 215,60              | 20 550                      | 280 900                          |
| Boeing       | BBJ            | 24,2                | 2,22               | 5,8                 | 11 500                      | 77 564                           |
| Boeing       | BBJ2           | 30                  | 2,10               | 95,2                | 10 620                      | 79 015                           |
| Boeing       | BBJ3           | 32,7                | 2,1                | 104                 | 11 500                      | 85 139                           |
| Boeing       | BBJ MAX8       | 30                  | 2,13               | 95,2                | 12 300                      | 82 191                           |
| Boeing       | BBJ MAX9       | 32,7                | 2,1                | 104                 | 12 000                      | 88 314                           |
| Boeing       | BBJ 787-8      | 42,3                | 2,2                | 224,4               | 15 200                      | 227 930                          |
| Boeing       | BBJ 787-9      | 48,4                | 2,13               | 257,8               | 15 750                      | 250 837                          |
| Bombardier   | Challenger 850 | 14,75               | 1,9                | 26,99               | 5 200                       | 24 040                           |
| Embraer      | Lineage 1000   | 25,6                | 2,01               | 70                  | 8 500                       | 54 500                           |